# 边章
边章（？—187年），本名边允，金城人，汉朝官员，後來被凉州叛军劫持而加入叛军并成为叛军中的重要人物。

## 生平

### 叛乱
边允曾就任新安令。
中平元年（184年）十一月，凉州义从胡羌人北宮伯玉、李文侯及宋扬、王国等叛乱，诈称求见当时在西州素来知名的凉州督軍從事边允、从事韩约。韩约不肯相见，在金城太守陈懿劝说下才前去，王国等趁机劫持韩约等数十人为人质，并杀护羌校尉泠徵、陈懿，而留下了边允、韩约的性命。二人为了活命，一起成為北宮伯玉叛軍的軍師，被任以军政大事。陇西地区发布檄文，称韩约、边允为贼，分别悬赏千户侯捉拿。边允大约在此时因此改名边章，韩约也因同样原因改名韩遂。凉州刺史左昌趁乱盗用钱财数千万。
叛军杀死陈懿后，边章等聚众十余万，攻烧州郡，天下震动。汉灵帝因此征曹操为典军校尉。边章等进围左昌于冀县。左昌召汉阳长史盖勋等来救。盖勋到冀，责怪边章等人背叛之罪，边章等人都说：如果左使君早些听了盖勋的话，发兵威胁他们，他们尚可改过自新；现在他们的罪已经重了，不能投降了。于是解围而去。
后来边章等率数万骑进犯三辅地区，朝廷以左車騎將軍皇甫嵩和中郎将董卓為正副帅征讨之。皇甫嵩请求调动乌桓三千人，北军中侯邹靖却上言称乌桓兵弱，应该招募鲜卑。四府（太尉、司徒、司空、大将军府）受命商议此事，大将军掾韩卓以为乌桓兵少，又与鲜卑世代为仇敌，若乌桓被调动，则鲜卑必定袭击乌桓老家，乌桓闻讯一定会弃军回救，这样无论是对军情还是军心都没有帮助；而邹靖驻地接近边塞，若令其招募鲜卑轻骑五千，必有破敌之效。车骑将军掾应劭驳斥，称鲜卑多为不法，难以制约，建议招募善守且不背叛的陇西羌胡，选拔精勇者，多给奖赏；陇西郡太守李参沉静有谋，必能给予奖励，得其死力。韩卓不服，与应劭辩论。于是汉灵帝诏百官大会朝堂，百官都认同应劭的建议。
虽然皇甫嵩率扬武都尉陶谦攻打叛军取胜，但因中常侍赵忠、张让陷害，皇甫嵩以無功被免职召回，而邊章、韓遂等势力大盛。董卓征讨无功。
中平二年（185年）八月，朝廷復以司空張溫為車騎將軍，假節，執金吾袁滂為副，征讨边章等。张温表请别部司马孙坚参军事，屯长安。拜董卓為破虜將軍，與盪寇將軍周慎並統於張溫，陶谦为司马、参军事。隐士张玄建议张温趁手握大军之机剪除宦官、任用忠良，则边章之徒不足为忧，张温不能采纳。张温以诏书召董卓，问责其无功，董卓很久才到，出言不逊。孙坚耳语张温，建议张温以军法处置董卓，历数董卓罪状，称边章、韩遂跋扈多年，应当抓紧时机进军征讨，而董卓却说未可，有碍军情也让众人生疑，这是他的第二罪；未果。但董卓仍以此事记恨，为后来其杀张温埋下伏笔。张温合并諸郡步騎兵，共计十餘萬，屯美陽，保护園陵。邊章、韓遂亦進兵美陽。張溫、董卓與其交戰，不利。
十月，谏议大夫刘陶上《陈要急八事疏》称“天下前遇张角之乱，后遭边章之寇，今西羌逆类已攻河东，恐遂转盛，豕突上京”，称边章及羌人叛军已经攻打河东，有可能势力更大而攻打长安，此祸皆由宦官而起。结果刘陶反被宦官诬陷而死。
十一月，夜间有流星如火，光長十餘丈，照亮邊章、韓遂營中，驢馬都嘶鸣。叛军以為不祥，想回到金城。董卓聞之，高兴，次日與右扶風鮑鴻等合兵攻打叛军，大破之，斬首數千級。邊章、韓遂敗走榆中，張溫派周慎率三萬人追討。孫堅劝说周慎：叛军城中無粮，必然要经过外面轉运糧食；他请求率萬人斷其運粮之道，周慎再以大兵繼後，叛軍必困乏而不敢戰，若其逃入羌中，众军并力征讨，則涼州可定。周慎不從，引軍圍榆中城。而邊章、韓遂分屯葵園狹，反斷周慎運道。周慎害怕，于是弃了辎重而退兵。
董卓奉张温命攻打先零羌，亦被围，粮尽，他筑堤坝装作捕鱼为食，其实趁敌军松懈涉水逃脱，其所筑堤坝导致水位升高，敌军无法追杀，于是成为众军中唯一全身而退的，屯扶风，封斄乡侯，邑千户。中平三年（186年）冬，朝廷因战不利而班师。

### 影响
张温出征时，调发幽州乌桓三千突骑，前中山相张纯自荐统军，张温却让涿县令公孙瓒统军。结果这些乌桓军队都叛归。张纯因不被用而怀恨，对前泰山太守张举说“今乌桓既畔（通“叛”），皆愿为乱，凉州贼起，朝廷不能禁”，认为汉朝要灭亡了，趁机作乱。
司徒崔烈以为宜弃凉州，被议郎傅燮以《议弃凉州对》驳斥，灵帝采纳傅燮之言。
上军校尉宦官蹇硕畏惧忌惮大将军何进，于是与诸常侍一同说服灵帝派何进西击边章、韩遂。灵帝从之，赐兵车百乘，虎贲斧钺。何进秘密知道蹇硕之谋，于是称已派中军校尉袁绍东击徐、兗二州黄巾军，需要等其回来了再出兵，以图延迟行程。
金城人麹胜趁乱袭杀祖厉长刘隽。县吏张绣伺机杀麹胜，郡内以为义。
敦煌太守赵岐等新获除授的诸郡太守数人行至襄武，都被边章等所扣留。叛军欲胁迫赵岐以为帅，赵岐撒谎脱身，辗转回长安。

### 结局
中平四年（187年）四月，韓遂殺北宮伯玉、李文侯，擁兵十餘萬，進圍隴西。《後漢書》和《資治通鑑》記載边章也在這一年被韓遂殺害；《典略》的記載則是病死。华峤《汉书》称董卓后来掌握朝政后，想迁都长安，司徒杨彪不肯，董卓作色反问杨彪是否想阻拦他的计划，还称边章、韩约曾来书信想让朝廷务必迁都，似边章仍在世，未详是否为马腾的误记。

## 评价
- 孙坚：“章、遂跋扈经年（边章、韩遂跋扈多年）。”